# Fertősalmás
Fertősalmás (ukránul Фертешолмаш (Fertesolmas / Fertešolmaš) falu Ukrajnában, Kárpátalján, a Beregszászi járásban.

## Fekvése
Nagyszőlőstől 20 km-re délnyugatra, Nagypaládtól 4 km-re délkeletre, a határ mellett, a Túr jobb partján fekszik. A településtől Két kilométerrel dél-nyugatra van a magyar-román-ukrán hármashatár. 

## Nevének eredete
Nevének első tagja a falu környékének mocsaras, fertős területen levő határára utal. Nevének almás utótagja az alma (vadalmafa) szó s képzős származékából ered.

## Története
Fertősalmás nevét 1319-ben Almas néven említik először az oklevelek.
A település egykor Ugocsa vármegyéhez tartozott. 
Mai Fertősalmás nevét a 18. századtól viseli.
Birtokosai voltak egykor a Somody, Antal, Tegze, Tabák és a Török családok.
1910-ben 827 magyar lakosa volt, melyből 92 görögkatolikus, 611 református, 62 izraelita volt.
A trianoni békeszerződésig Ugocsa vármegye Tiszántúli járásához tartozott. 

## Látnivalók
Református temploma 1812-ben épült klasszicista stílusban, tornya pedig 1868-ban készült el.

## Egyéb információk
A templomot a helyi református közösség használja, és fontos szerepet játszik a település vallási és kulturális életében.
A templom teret ad különféle vallási szertartásoknak, rendezvényeknek, valamint a közösségi összejöveteleknek is.